# Filshof
Filshof ist ein Gemeindeteil des Marktes Marktleugast im Landkreis Kulmbach (Oberfranken, Bayern). Filshof liegt in der Gemarkung Marienweiher.

## Geografie
Die Einöde liegt auf einer Rodungsinsel der Filshöhe (584 m ü. NHN). Ein Anliegerweg führt 0,6 km nordöstlich zu einer Gemeindeverbindungsstraße, die in Nord-Süd-Richtung von Steinbach nach Hanauerhof verläuft.

## Geschichte
Gegen Ende des 18. Jahrhunderts bestand Filshof aus zwei Anwesen. Das Hochgericht übte das bambergische Centamt Marktschorgast aus. Das Spital Kupferberg war Grundherr der beiden Halbhöfe.
Mit dem Gemeindeedikt wurde Filshof dem 1812 gebildeten Steuerdistrikt Marienweiher und der im selben Jahr gebildeten Gemeinde Marienweiher zugewiesen. Im Zuge der Gebietsreform in Bayern wurde Filshof am 1. Januar 1977 in die Gemeinde Marktleugast eingegliedert.

### Baudenkmäler
- Haus Nr. 1: Türrahmung des ehemaligen Wohnstallhauses
- Haus Nr. 2: Türrahmung

In den 1960er Jahren standen noch die Häuser.

### Einwohnerentwicklung
| Jahr      | 001818 | 001819 | 001861 | 001871 | 001885 | 001900 | 001925 | 001950 | 001961 | 001970 | 001987 |
| Einwohner |        | *      | 18     | 14     | 19     | 13     | 11     | 17     | 11     | 12     | 10     |
| Häuser    | 2      |        |        |        | 2      | 2      | 2      | 2      | 2      |        | 2      |
| Quelle    | [ 6 ]  | [ 9 ]  | [ 10 ] | [ 11 ] | [ 12 ] | [ 13 ] | [ 14 ] | [ 15 ] | [ 16 ] | [ 17 ] | [ 1 ]  |

## Religion
Filshof ist katholisch geprägt und nach Mariä Heimsuchung in Marienweiher gepfarrt.